# Konandougou
Konandougou est une commune rurale située dans le département de Sindou de la province de Léraba dans la région des Cascades au Burkina Faso.

## Éducation et santé
La commune accueille un centre de santé et de promotion sociale (CSPS).